# Saint-Martin-de-Saint-Maixent

Saint-Martin-de-Saint-Maixent este o comună în departamentul Deux-Sèvres, Franța. În 2009 avea o populație de 1,086 de locuitori.